# Little Monster
Little Monster è un singolo del gruppo musicale britannico Royal Blood, pubblicato il 10 febbraio 2014 come secondo estratto dal primo EP Out of the Black.

## Video musicale
Il video, diretto da Libby Burke Wilde, è stato reso disponibile il 3 marzo 2014 attraverso il canale YouTube del duo.

## Tracce
Testi e musiche di Mike Kerr e Ben Thatcher.
Download digitale
1. Little Monster – 3:32

7" (Regno Unito)
1. Little Monster – 3:32
2. Hole – 4:31

## Formazione
Gruppo
- Mike Kerr – voce, basso
- Ben Thatcher – batteria

Produzione
- Royal Blood – produzione
- Tom Dalgety – produzione, registrazione, missaggio
- John Davis – mastering

## Classifiche
| Classifica (2014)                | Posizione massima |
| -------------------------------- | ----------------- |
| Regno Unito                      | 74                |
| Regno Unito (physical)           | 4                 |
| Regno Unito (rock & metal)       | 1                 |
| Classifica (2015)                | Posizione massima |
| Stati Uniti (alternative)        | 18                |
| Stati Uniti (mainstream rock)    | 1                 |
| Stati Uniti (rock & alternative) | 33                |